# Langlaufen op de Olympische Winterspelen 1998
Langlaufen is een van de sporten die beoefend werden tijdens de Olympische Winterspelen 1998 in Nagano.

## Mannen

### 10 kilometer klassieke stijl
| Rang   | Sporter(s)       | Land | Tijd    |
| ------ | ---------------- | ---- | ------- |
| Goud   | Bjørn Dæhlie     | NOR  | 27:24.5 |
| Zilver | Markus Gandler   | AUT  | 27:32.5 |
| Brons  | Mika Myllylä     | FIN  | 27:40.1 |
| 4      | Vladimir Smirnov | KAZ  | 27:45.1 |
| 5      | Thomas Alsgaard  | NOR  | 27:48.1 |
| 6      | Jaak Mae         | EST  | 27:56.0 |
| 7      | Erling Jevne     | NOR  | 27:58.7 |
| 8      | Andrus Veerpalu  | EST  | 28:00.7 |

### 15 kilometer achtervolging
| Rang   | Sporter(s)       | Land | 10 km klassiek | 15 km vrije stijl | Totaal tijd |
| ------ | ---------------- | ---- | -------------- | ----------------- | ----------- |
| Goud   | Thomas Alsgaard  | NOR  | 27:48          | 39:13.7           | 1:07:01.7   |
| Zilver | Bjørn Dæhlie     | NOR  | 27:24          | 39:38.8           | 1:07:02.8   |
| Brons  | Vladimir Smirnov | KAZ  | 27:45          | 39:46.5           | 1:07:31.5   |
| 4      | Silvio Fauner    | ITA  | 28:15          | 39:33.9           | 1:07:48.9   |
| 5      | Fulvio Valbusa   | ITA  | 28:17          | 39:32.1           | 1:07:49.1   |
| 6      | Mika Myllylä     | FIN  | 27:40          | 40:10.6           | 1:07:50.6   |
| 7      | Markus Gandler   | AUT  | 27:32          | 40:42.2           | 1:08:14.2   |
| 8      | Jari Isometsä    | FIN  | 28:36          | 39:43.4           | 1:08:19.4   |

### 30 kilometer klassieke stijl
| Rang   | Sporter(s)        | Land | Tijd      |
| ------ | ----------------- | ---- | --------- |
| Goud   | Mika Myllylä      | FIN  | 1:33:55.8 |
| Zilver | Erling Jevne      | NOR  | 1:35:27.1 |
| Brons  | Silvio Fauner     | ITA  | 1:36:08.5 |
| 4      | Jari Isometsä     | FIN  | 1:36:51.4 |
| 5      | Fulvio Valbusa    | ITA  | 1:37:31.1 |
| 6      | Harri Kirvesniemi | FIN  | 1:37:45.9 |
| 7      | Marco Albarello   | ITA  | 1:38:07.1 |
| 8      | Giorgio Di Centa  | ITA  | 1:38:14.9 |

### 50 kilometer vrije stijl
| Rang   | Sporter(s)          | Land | Tijd      |
| ------ | ------------------- | ---- | --------- |
| Goud   | Bjørn Dæhlie        | NOR  | 2:05:08.2 |
| Zilver | Niklas Jonsson      | SWE  | 2:05:16.3 |
| Brons  | Christian Hoffmann  | AUT  | 2:06:01.8 |
| 4      | Aleksej Prokoerorov | RUS  | 2:06:41.5 |
| 5      | Fulvio Valbusa      | ITA  | 2:06:44.3 |
| 6      | Thomas Alsgaard     | NOR  | 2:07:21.5 |
| 7      | Johann Mühlegg      | GER  | 2:07:25.3 |
| 8      | Vladimir Smirnov    | KAZ  | 2:07:26.4 |

### 4 x 10 kilometer estafette
| Rang   | Sporter(s)                                                           | Land | Tijd      |
| ------ | -------------------------------------------------------------------- | ---- | --------- |
| Goud   | Sture Sivertsen Erling Jevne Bjørn Dæhlie Thomas Alsgaard            | NOR  | 1:40:55.7 |
| Zilver | Marco Albarello Fulvio Valbusa Fabio Maj Silvio Fauner               | ITA  | 1:40:55.9 |
| Brons  | Harri Kirvesniemi Mika Myllylä Sami Repo Jari Isometsä               | FIN  | 1:42:15.5 |
| 4      | Mathias Fredriksson Niklas Jonsson Per Elofsson Henrik Forsberg      | SWE  | 1:42:25.2 |
| 5      | Vladimir Legotin Aleksej Prokoerorov Sergej Krianin Sergej Tsjepikov | RUS  | 1:42:39.5 |
| 6      | Jeremias Wigger Beat Koch Reto Burgermeister Wilhelm Aschwanden      | SUI  | 1:42:49.2 |
| 7      | Katsuhito Ebisawa Hiroyuki Imai Mitsuo Horigome Kazutoshi Nagatama   | JPN  | 1:43:06.7 |
| 8      | Andreas Schlütter Jochen Behle René Sommerfeldt Johann Mühlegg       | GER  | 1:43:16.1 |

## Vrouwen

### 5 kilometer klassieke stijl
| Rang   | Sporter(s)            | Land | Tijd    |
| ------ | --------------------- | ---- | ------- |
| Goud   | Larisa Lazutina       | RUS  | 17:37.9 |
| Zilver | Kateřina Neumannová   | CZE  | 17:42.7 |
| Brons  | Bente Martinsen       | NOR  | 17:49.4 |
| 4      | Nina Gavriljoek       | RUS  | 17:50.3 |
| 5      | Olga Danilova         | RUS  | 17:51.3 |
| 6      | Marit Mikkelsplass    | NOR  | 17:53.5 |
| 7      | Anita Moen-Guidon     | NOR  | 18:04.4 |
| 8      | Trude Dybendahl Hartz | NOR  | 18:08.0 |

### 10 kilometer achtervolging
| Rang   | Sporter(s)              | Land | 5 km klassiek | 10 km vrije stijl | Totaal tijd |
| ------ | ----------------------- | ---- | ------------- | ----------------- | ----------- |
| Goud   | Larisa Lazutina         | RUS  | 17:37         | 28:29.9           | 46:06.9     |
| Zilver | Olga Danilova           | RUS  | 17:51         | 28:22.4           | 46:13.4     |
| Brons  | Kateřina Neumannová     | CZE  | 17:42         | 28:32.2           | 46:14.2     |
| 4      | Irina Taranenko-Terelia | UKR  | 18:17         | 28:00.1           | 46:17.1     |
| 5      | Stefania Belmondo       | ITA  | 18:19         | 28:00.6           | 46:19.6     |
| 6      | Julija Tsjepalova       | RUS  | 18:20         | 28:08.4           | 46:28.4     |
| 7      | Nina Gavriljoek         | RUS  | 17:50         | 28:59.3           | 46:49.3     |
| 8      | Anita Moen-Guidon       | NOR  | 18:04         | 29:00.6           | 47:04.6     |

### 15 kilometer klassieke stijl
| Rang   | Sporter(s)              | Land | Tijd    |
| ------ | ----------------------- | ---- | ------- |
| Goud   | Olga Danilova           | RUS  | 46:55.4 |
| Zilver | Larisa Lazutina         | RUS  | 47:01.0 |
| Brons  | Anita Moen-Guidon       | NOR  | 47:52.6 |
| 4      | Irina Taranenko-Terelia | UKR  | 48:10.2 |
| 5      | Marit Mikkelsplass      | NOR  | 48:12.5 |
| 6      | Trude Dybendahl Hartz   | NOR  | 48:19.0 |
| 6      | Bente Martinsen         | NOR  | 48:19.0 |
| 8      | Stefania Belmondo       | ITA  | 48:57.7 |

### 30 kilometer vrije stijl
| Rang   | Sporter(s)              | Land | Tijd      |
| ------ | ----------------------- | ---- | --------- |
| Goud   | Julija Tsjepalova       | RUS  | 1:22:01.5 |
| Zilver | Stefania Belmondo       | ITA  | 1:22:11.7 |
| Brons  | Larisa Lazutina         | RUS  | 1:23:15.7 |
| 4      | Elin Nilsen             | NOR  | 1:24:24.5 |
| 5      | Jelena Välbe            | RUS  | 1:24:52.8 |
| 6      | Maria Theurl            | AUT  | 1:24:54.3 |
| 7      | Brigitte Albrecht       | SUI  | 1:25:15.0 |
| 8      | Irina Taranenko-Terelia | UKR  | 1:25:22.3 |

### 4 x 5 kilometer estafette
| Rang   | Sporter(s)                                                          | Land | Tijd    |
| ------ | ------------------------------------------------------------------- | ---- | ------- |
| Goud   | Nina Gavriljoek Olga Danilova Jelena Välbe Larisa Lazutina          | RUS  | 55:13.5 |
| Zilver | Bente Martinsen Marit Mikkelsplass Elin Nilsen Anita Moen-Guidon    | NOR  | 55:38.0 |
| Brons  | Karin Moroder Gabriella Paruzzi Manuela Di Centa Stefania Belmondo  | ITA  | 56:53.3 |
| 4      | Sylvia Hornegger Andrea Huber Brigitte Albrecht Natascia Leonardi   | SUI  | 56:55.2 |
| 5      | Kati Wilhelm Manuela Henkel Constanze Blum Anke Schulze             | GER  | 56:55.4 |
| 6      | Jana Saldová Kateřina Neumannová Kateřina Hanušová Zuzana Kočumová  | CZE  | 56:58.7 |
| 7      | Tuulikki Pyykkönen Milla Jauho Satu Salonen Anita Nyman             | FIN  | 57:34.3 |
| 8      | Antonina Ordina Anette Fanqvist Magdalena Forsberg Karin Säterkvist | SWE  | 57:53.7 |

## Medaillespiegel
| Rang   | Land       | Goud | Zilver | Brons | Totaal |
| ------ | ---------- | ---- | ------ | ----- | ------ |
| 1      | Rusland    | 5    | 2      | 1     | 8      |
| 2      | Noorwegen  | 4    | 3      | 2     | 9      |
| 3      | Finland    | 1    | 0      | 2     | 3      |
| 4      | Italië     | 0    | 2      | 2     | 4      |
| 5      | Oostenrijk | 0    | 1      | 1     | 2      |
| 5      | Tsjechië   | 0    | 1      | 1     | 2      |
| 7      | Zweden     | 0    | 1      | 0     | 1      |
| 8      | Kazachstan | 0    | 0      | 1     | 1      |
| Totaal | Totaal     | 10   | 10     | 10    | 30     |